# Roye-sur-Matz
Roye-sur-Matz – miejscowość i gmina we Francji, w regionie Hauts-de-France, w departamencie Oise.
Według danych na rok 1990 gminę zamieszkiwało 361 osób, a gęstość zaludnienia wynosiła 34 osoby/km² (wśród 2293 gmin Pikardii Roye-sur-Matz plasuje się na 641. miejscu pod względem liczby ludności, natomiast pod względem powierzchni na miejscu 410.).